# Binghamton Whalers
Die Binghamton Whalers waren ein US-amerikanisches Eishockeyfranchise der American Hockey League in Binghamton, New York. Die Spielstätte der Whalers war die Broome County Veterans Memorial Arena.

## Geschichte
Der Verein wurde 1980 als Farmteam der Hartford Whalers gegründet. Sie waren der Nachfolger der Binghamton Dusters, die von 1977 bis 1980 in der American Hockey League spielten. Größter Erfolg in den zehn Jahren ihres Bestehens war für die Whalers das Erreichen der Finalspiele um den Calder Cup, in denen man 1981/82 in der Best-of-Seven-Serie mit 1:4 den New Brunswick Hawks unterlag. Die Saison 1989/90, in der das Team nur elf der 80 Saisonspiele gewann, war mit 31 Punkten die schlechteste Spielzeit einer AHL-Mannschaft aller Zeiten. Aus diesem Grund beschlossen die Hartford Whalers die Springfield Indians als neues Farmteam einzusetzen. Sieben Spieler der letzten AHL-Saison der Binghamton Whalers wechselten ebenfalls nach Springfield und gewannen im folgenden Jahr den Calder Cup. Nachdem die Hartford Whalers aus dem Franchise ausstiegen, wurde dieses 1990 in Binghamton Rangers umbenannt.

### Karriererekorde
Spiele: 273  Dallas Gaume
Tore: 120  Paul Fenton
Assists: 181  Ross Yates
Punkte: 283  Ross Yates
Strafminuten: 723  Shane Churla